# Coefficient d'actualisation
En finance, le facteur d'actualisation (en anglais : discount factor) associé à une date future est le prix qu'il faudrait payer aujourd'hui pour acheter un euro perçu à cette date future.
Le facteur d'actualisation correspond donc à la quantité d'argent qu'il serait nécessaire de placer aujourd'hui pour obtenir 1 euro à cet horizon (capitalisation).
On peut connaître ainsi la valeur actuelle nette {\displaystyle VAN\,\!}d'un flux futur {\displaystyle F\,\!} survenant à horizon donné {\displaystyle T\,\!} en multipliant ce flux futur par le facteur d'actualisation : 
{\displaystyle VAN(F,T)=F\times CF(T)\,\!}

où  {\displaystyle CF(T)\,\!} est le coefficient d'actualisation.
Plus généralement, on peut calculer la valeur présente d'une succession de flux {\displaystyle F_{i}\,\!} survenant à des dates futures {\displaystyle T_{i}\,\!}:
{\displaystyle VAN=\sum _{i=1}^{n}VAN_{F_{i},T_{i}}=\sum _{i=1}^{n}F_{i}\times CF(T_{i})\,\!}

Le facteur d'actualisation peut être relié à la notion de taux de placement de l'argent
{\displaystyle CF(T)={\frac {1}{(1+r)^{T}}}\,\!}
Il est utilisé dans de nombreux domaines de la finance : calcul de prix d'obligations, méthodes de valorisation d'entreprises (free cash flows) 